# Calor de fusió
La calor de fusió (també anomenada entalpia de fusió) és la quantitat d'energia necessària perquè un mol d'una substància que es trobi en la seva temperatura de fusió passi completament de sòlid a líquid a la mateixa temperatura.
Usualment les unitats utilitzades per a aquesta propietat s'indiquen en kJ/mol, però l'ús dels kJ/kg també és possible, tot i que menys freqüent. Ja que el procés de fusió és invers al de congelació, el terme calor de congelació també s'utilitza. Aquest es defineix com la calor alliberada quan un mol de substància se solidifica a la seva temperatura de congelació.

## Visió general
L'entalpia de la fusió és una calor latent, ja que durant la fusió, l'energia de calor necessària per canviar la substància de sòlid a líquid a pressió atmosfèrica és calor de fusió latent, ja que la temperatura es manté constant durant el procés. El calor latent de la fusió és el canvi d'entalpia de qualsevol quantitat de substància quan es fongui. Quan la calor de fusió es fa referència a una unitat de massa, normalment s'anomena calor específic de fusió, mentre que la calor molar de fusió fa referència al canvi d'entalpia per quantitat de substància en mols.
La fase líquida té una energia interna més elevada que la fase sòlida. Això vol dir que s'ha d'aportar energia a un sòlid per tal de fondre’l i l'energia s'allibera d'un líquid quan es congela, perquè les molècules del líquid experimenten forces intermoleculars més dèbils i tenen una energia potencial més elevada (una mena d'energia de dissociació d'enllaços). per a forces intermoleculars).
Quan l'aigua líquida es refreda, la temperatura baixa constantment fins que cau just per sota de la línia de punt de congelació a 0 °C. La temperatura es manté constant al punt de congelació mentre l'aigua cristal·litza. Un cop l'aigua està completament glaçada, la seva temperatura continua baixant.
L'entalpia de la fusió és gairebé sempre una quantitat positiva; l'heli és l'única excepció coneguda. L'heli-3 té una entalpia negativa de fusió a temperatures inferiors a 0,3 K. L'heli-4 també té una entalpia de fusió molt lleugerament inferior a 0.77 K (−272.380 °C). Això vol dir que, a pressions constants adequades, aquestes substàncies es congelen amb l'addició de calor. En el cas de 4He, aquest rang de pressió se situa entre els 24.992 i els 2.500 atm (2,533 kPa).
| Substància        | Calor de fusió (cal/g) | Calor de fusió (J/g) |
| ----------------- | ---------------------- | -------------------- |
| Aigua             | 79.72                  | 333.55               |
| Metà              | 13.96                  | 58.99                |
| Propà             | 19.11                  | 79.96                |
| Glicerol          | 47.95                  | 200.62               |
| Àcid fòrmic       | 66.05                  | 276.35               |
| Àcid acètic       | 45.90                  | 192.09               |
| Acetona           | 23.42                  | 97.99                |
| Benzè             | 30.45                  | 127.40               |
| Àcid mirístic     | 47.49                  | 198.70               |
| Àcid palmític     | 39.18                  | 163.93               |
| Acetat de sodi    | 63–69                  | 264–289              |
| Àcid esteàric     | 47.54                  | 198.91               |
| Gal·li            | 19.2                   | 80.4                 |
| Parafina (C25H52) | 47.8-52.6              | 200–220              |

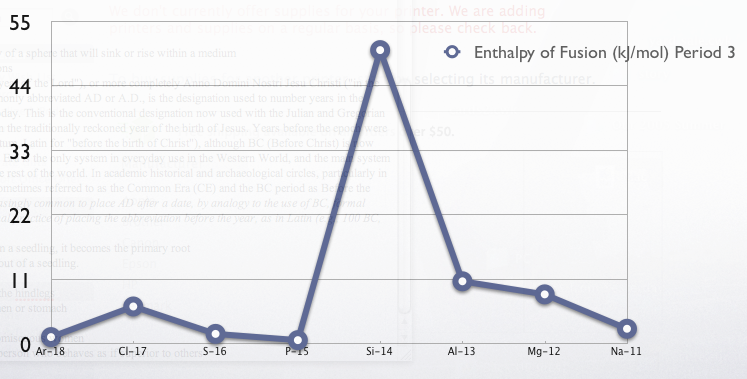
Canvi d'entalpia estàndard de fusió del període tres.

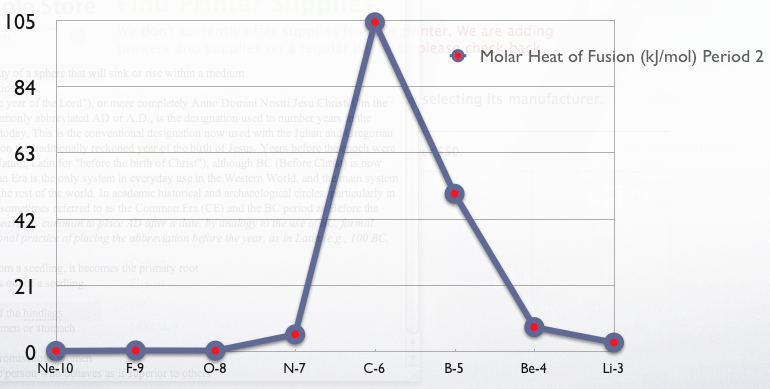
Canvi d'entalpia estàndard de fusió del període dos de la taula periòdica d'elements

Aquests valors provenen majoritàriament del Manual de Química i Física del CRC, 62a edició. La conversió entre cal/g i J/g de la taula anterior utilitza la caloria termoquímica (calth) = 4.184 joules en lloc de la taula de vapor internacional (calINT)= 4.1868 joules.